# Ждановка (Саратовская область)
Ждановка — село в Краснокутском районе Саратовской области, административный центр сельского поселения Ждановское муниципальное образование.
Село было образовано в начале XIX века. Расположено в северо-восточной части района, на левом берегу реки Еруслан в 19 км от районного центра на автомобильной дороге Саратов — Александров Гай.
Население — 907 (2010).
В селе имеется средняя образовательная школа, сельский дом культуры, сельская администрация и почта.
Ранее в селе существовал совхоз «Ждановский». В настоящее время село является центром сельского округа включающего кроме Ждановки также село Репное.
Улицы села: Ерусланская, Заволжская, Заречная, Мелиоративная, Молодёжная, Садовая, Степная, Центральная, Центральный тупик, Школьная.

## История
Основано как дочерняя немецкая колония Гоффенталь переселенцами из правобережных колоний Гуссенбах, Норка, Гримм, Бейдек, Шиллинг, Вальтер в 1859 году. Село относилось к лютеранскому приходу Шёндорф. В 1905 году выделено в отдельный приход Гоффенталь. Молельный дом открыт в 1891 году. При поселении в 1857 году колонистам было выделено 2880 десятин земли (из расчёта на 78 семей).
С 1918 года село входило в Лангенфельдского (Ерусланского) района, с 1922 года Краснокутского кантона Трудовой коммуны немцев Поволжья (с 1924 года — АССР немцев Поволжья)
В период голода в Поволжье в селе родилось 47, умерли 95 человек.
В 1926 году в селе имелись сельскохозяйственное кооперативное товарищество, начальная школа, изба-читальня, сельсовет.

В сентябре 1941 года немецкое население было депортировано. После ликвидации АССР немцев Поволжья село, как и другие населённые пункты Краснокутского кантона включено в состав Саратовской области. Впоследствии вновь переименовано в село Ждановка.

## Население
Динамика численности населения по годам:
| 1859 | 1872 | 1883 | 1889 | 1897 | 1905 | 1910 | 1920 | 1922 | 1926 | 1931 | 1987 | 2002 |
| ---- | ---- | ---- | ---- | ---- | ---- | ---- | ---- | ---- | ---- | ---- | ---- | ---- |
| 221  | 444  | 736  | 699  | 825  | 1245 | 1460 | 1210 | 846  | 848  | 1098 | ≈770 | 961  |

| 2002 | 2010 |
| ---- | ---- |
| 962  | ↘907 |

Национальный состав
Согласно результатам переписи 2002 года большинство населения составляли русские (69 %). В 1931 году немцы составляли 95,5 % населения (1049 из 1098).